# Colobodactylus dalcyanus
Colobodactylus dalcyanus är en ödleart som beskrevs av  Paulo Emilio Vanzolini och RAMOS 1977. Colobodactylus dalcyanus ingår i släktet Colobodactylus och familjen Gymnophthalmidae. IUCN kategoriserar arten globalt som otillräckligt studerad. Inga underarter finns listade i Catalogue of Life.